# Artocarpus hirsutus
Artocarpus hirsutus – gatunek drzewa z rodziny morwowatych, pochodzące z południowych Indii (Karnataka, Kerala, Maharashtra, Tamil Nadu).

## Morfologia
PokrójDrzewo osiągające do 35 m wysokości.
LiścieNaprzemianległe, jajowate, o długości do 50 cm.
KwiatyNiepozorne, w dużych kwiatostanach.
OwoceZłożone, eliptyczne o długości 16 cm, kolczaste, gdy dojrzałe żółte. Jadalne.

## Zastosowanie
- Drewno wykorzystywane do produkcji mebli, łodzi itd.
- Ma zastosowanie w ajurwedzie, tradycyjnej medycynie indyjskiej. Wykorzystuje się korę, liście i owoce[6].
- Liście używane jako pasza dla słoni[7].

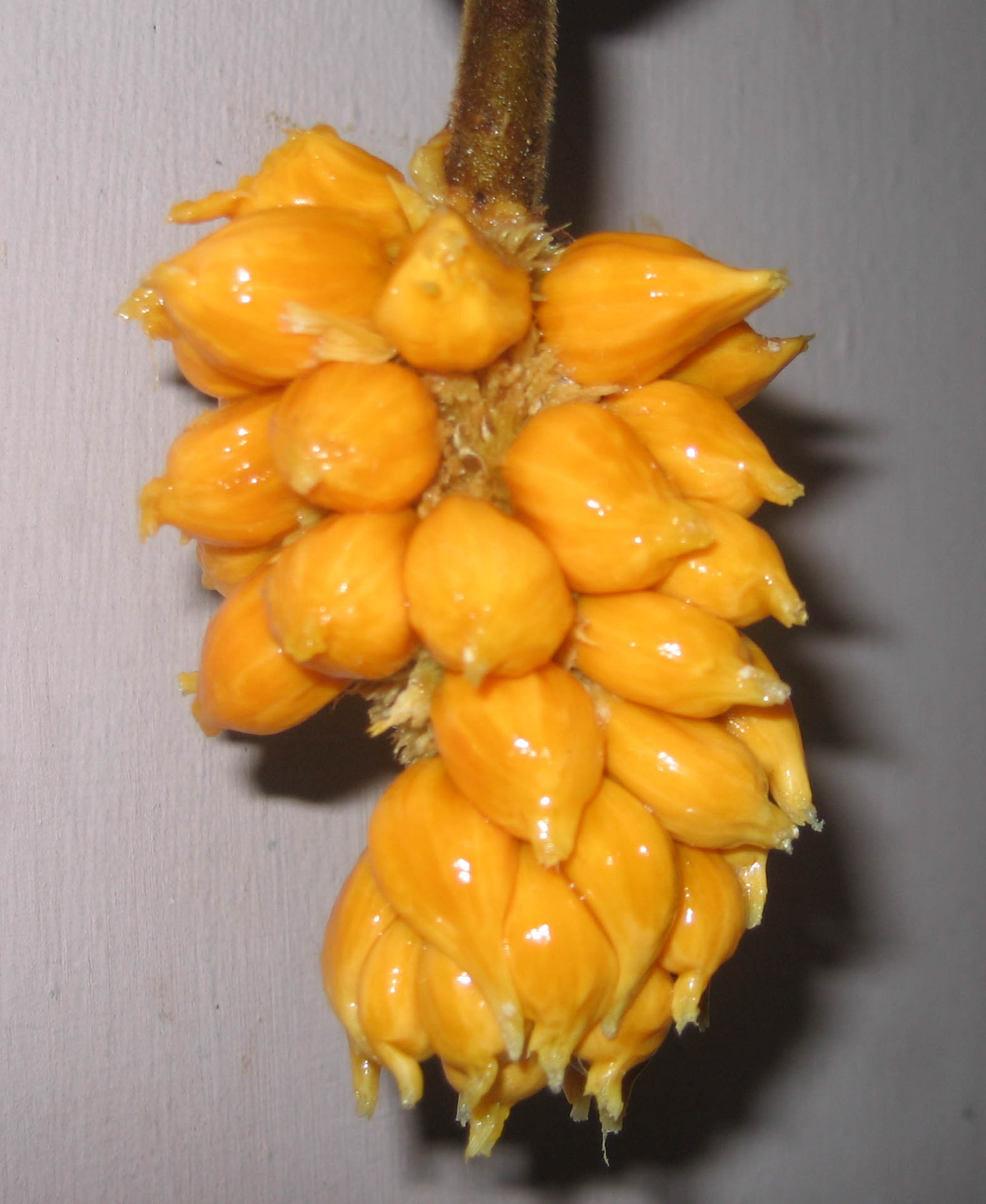
Jadalny miąższ owocu